# Objevitelství

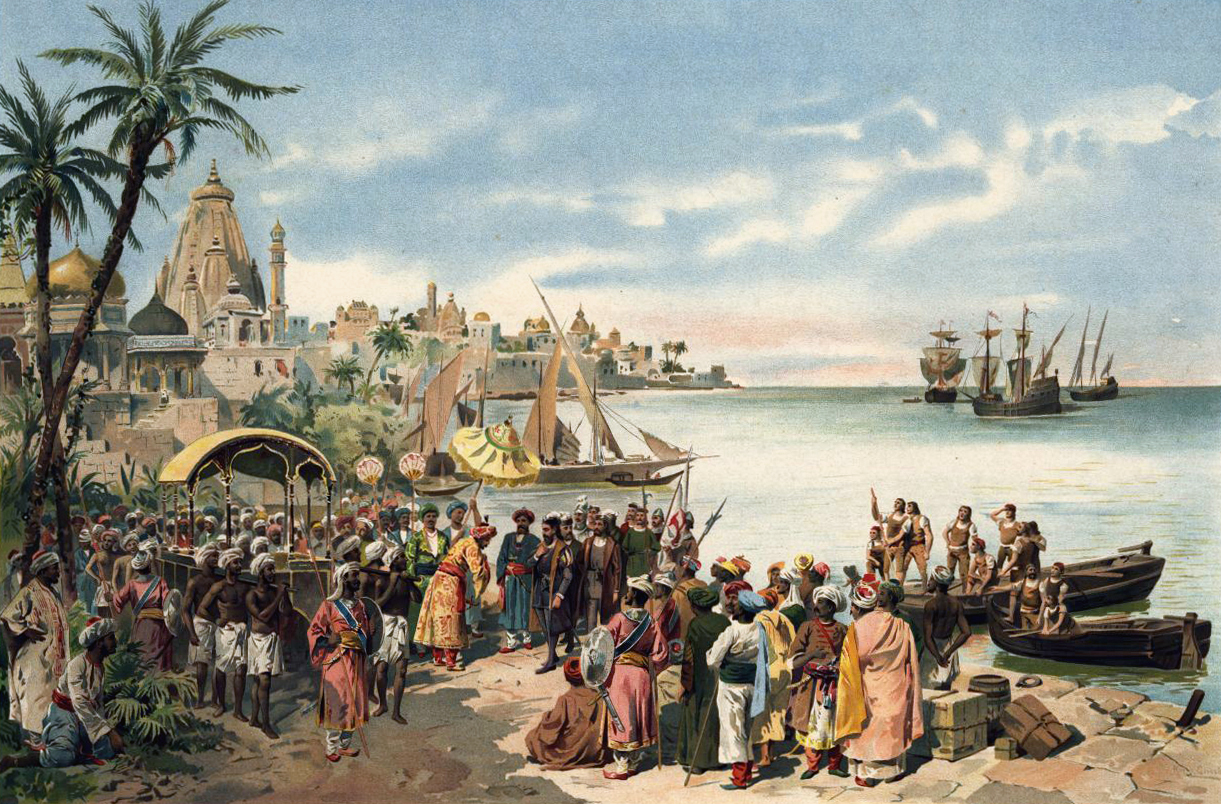
Vasco da Gama přijíždí do Kóžikkótu roku 1498

Objevitelství je druhem cestovatelství, kdy cestovatel hledá novou cestu nebo objevuje zcela neznámý prostor - neznámý kulturnímu okruhu, z něhož pochází. V historii mělo významné důsledky především námořní objevitelství Evropanů v tzv. věku zámořských objevů (od začátku 15. století do poloviny 16. století). Do pojmu lze zahrnout i dobývání prostorů na planetě, kam předtím ještě nikdo nevstoupil - například dobytí severního a jižního pólu (tzv. polární objevitelství), horolezectví, průzkum hlubin oceánů atp. Specifickým druhem objevitelství je pak dobývání vesmíru. K objevitelství v minulosti patřila často i kolonizace objevených zemí, proto bývá za synonymum objevitelství považován i pojem dobyvatelství. Někdy bylo objevitelství spojeno s diplomacií nebo obchodem.

## Dějiny

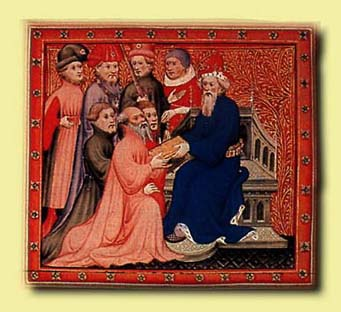
Marco Polo u Kublajchána

K prvním známým objevitelům patřil kartaginský Hanno Mořeplavec, který žil v 5. století př. n. l. a do dějin se zapsal průzkumnou plavbou podél afrického pobřeží. Ve stejné době jako Hanno žil i jiný kartaginský objevitel Himilco, který možná doplul až k Britským ostrovům (jiná teorie hovoří o tom, že šlo o jeden z ostrovů Scilly, nebo o Bretaň). Nejznámějším starořeckým objevitelem byl Pýtheás z Massalie, který žil přibližně v letech 380 př. n. l. – 310 př. n. l. v řecké kolonii Massalii (nynější Marseille ve Francii). Podnikl námořní cestu k britským ostrovům a pronikl patrně až k severnímu polárnímu kruhu. Svou cestu popsal v knize Peri tú Ókeanú, kterou však známe pouze zprostředkovaně díky jejím starověkým kritikům. Od 2. století př. n. l. vyráželi na objevitelské cesty i Číňané, k jejich prvním objevitelům patřil Čang Čchien. V 8. století začala éra objevitelských cest Vikingů, Gunnbjörn Ulfsson objevil Grónsko (asi 875), Erik Rudý byl prvním evropským osadníkem a průzkumníkem na pobřeží Grónska (asi roku 982), Leif Eriksson je dnes považován za prvního Evropana, který vstoupil na pobřeží Ameriky. Arabský cestoval Abú Dulaf navštívil v 10. století Indii, Abú Hámid al-Gharnátí ve 12. století prošel Rusko, Abú Abdallah ibn Battúta ve 13. století přešel Saharu a navštívil Timbuktu. Benátčan Marco Polo byl prvním Evropanem, který podrobněji popsal východní Asii. Číňan Čeng Che vedl v letech 1405 až 1433 z pověření císařů Jung-leho a Süan-teho sedm rozsáhlých diplomaticko-obchodních námořních expedic do států jihovýchodní Asie, Indie, Arabského poloostrova a východní Afriky. Peršan Abd Ar-Razzák došel v 15. století do Indie.
Věk evropských zámořských objevů započali Portugalci a Španělé (najímající do svých služeb často Italy), hrdiny jejich výprav byli Jindřich Mořeplavec a Diogo Cão (objevovali Afriku), Bartolomeo Diaz (obeplul mys Dobré naděje), Kryštof Kolumbus (objevil ostrovy v Karibském moři a tedy americký kontinent, byť se domníval, že doplul do Indie), Vasco de Gama (obeplul Afriku a doplul do Indie), Amerigo Vespucci (objevil jižní část severoamerické pevniny a pochopil, že Amerika je nový kontinent), Pedro Álvares Cabral (objevil Brazílii), Fernando de Magalhães (objevil Filipíny), Diogo Dias (objevil Madagaskar), António de Abreu a Francisco Serrão (oběma je připsán objev Moluk), Andrés de Urdaneta (objevil cestu přes Tichý oceán z Filipínských ostrovů do Acapulca v Mexiku), Jorge de Meneses (objevil Novou Guineu), Juan Ponce de León (objevil Floridu a Bahamy), Vasco Núñez de Balboa (přešel Panamskou šíji), Álvar Núñez Cabeza de Vaca (prozkoumal vnitrozemí Jižní Ameriky), Francisco Vásquez de Coronado (prozkoumal vnitrozemí Severní Ameriky), Juan Sebastián Elcano (jako první obeplul celý svět), Pedro Fernandes de Queirós (možný objevitel Austrálie), Álvaro de Mendaña de Neira (objevitel Šalomounových ostrovů), Hernando Cortéz (dobyl Aztéckou říši) nebo Francisco Pizzaro (dobyl říši Inků).

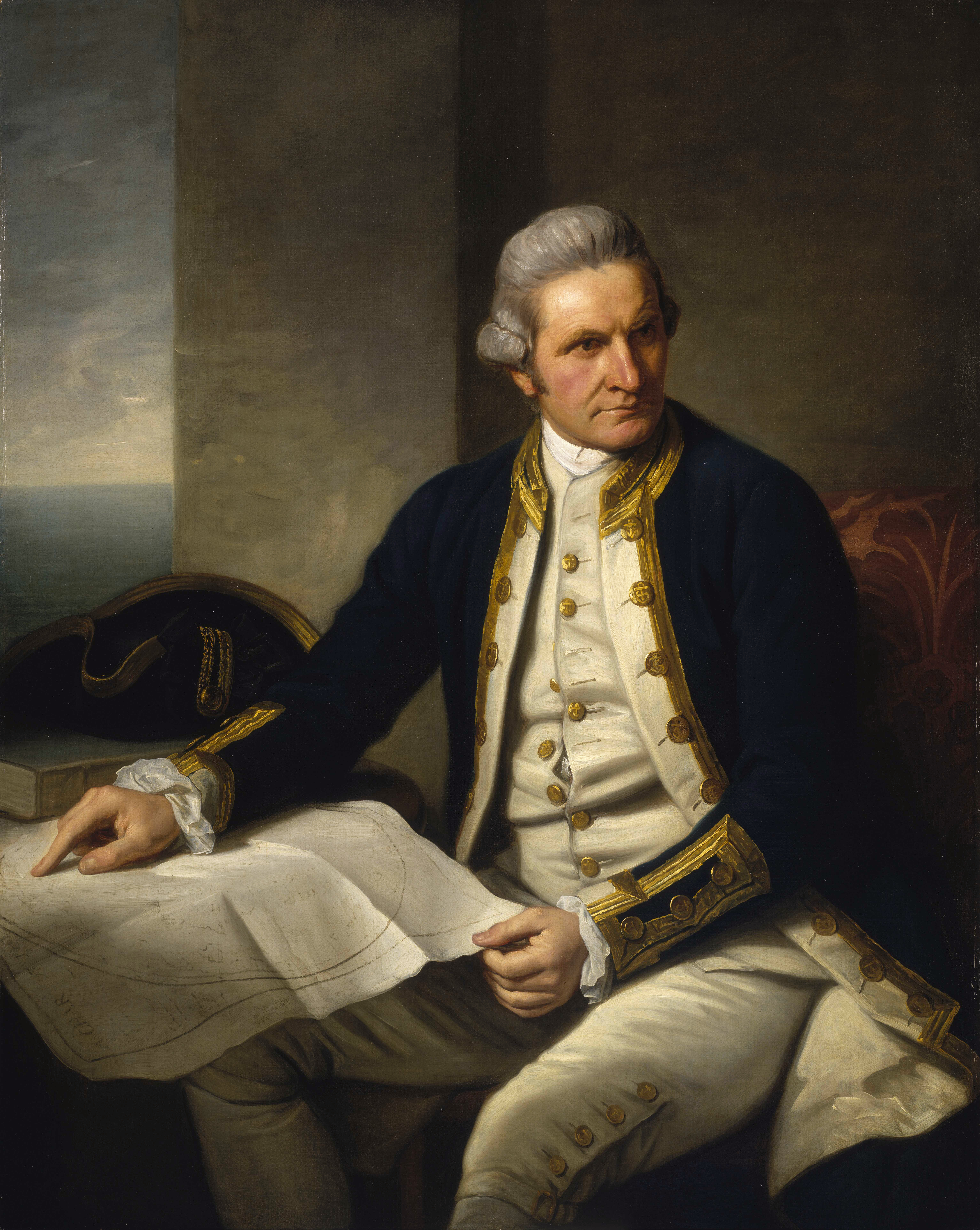
James Cook

Španělský a portugalský náskok s nelibostí sledovaly dvě evropské mocnosti - Anglie a Francie, a ovšem také rychle bohatnoucí Nizozemci. Brzy tak vyslali do světa své vlastní objevitele, jako byl Jacques Cartier (objevitel Kanady), Willem Janszoon (obvykle považovaný za objevitele Austrálie), Abel Tasman (objevitel Nového Zélandu), Willem Schouten, Willem Barents (objevil Špicberky) John Cabot (objevil Newfoundland), Henry Hudson (objevitel Hudsonova zálivu), Samuel de Champlain (zakladatel města Québec), René Robert Cavelier de La Salle (prozkoumal oblast Velkých jezer), James Cook (objevil východní Austrálii a Havajské ostrovy), Martin Frobisher (prozkoumal kanadskou část Arktidy), Louis Antoine de Bougainville (objevil Tahiti), Giovanni da Verrazzano (jako první Evropan navštívil území dnešního New Yorku, pracoval ve francouzských i anglických službách) či David Livingstone (zkoumal vnitrozemí Afriky). Britové byli první, kdo do objevování a dobývání zapojili i tzv. korzáry, jako byli Francis Drake nebo Thomas Cavendish.
Spojené státy a Rusko, pozdější světové velmoci, zůstávaly dlouho v pozadí, ale od 18. století se rovněž chopily iniciativy, když začaly objevovat oblasti na západ (v případě USA) a na východ (v případě Ruska) od svého centra. První velkou americkou objevitelskou výpravou byla Lewisova a Clarkova expedice. Prvním velkým ruským objevitelem byl Vitus Bering, v ruských službách sloužili i Otto von Kotzebue, Ivan Fjodorovič Kruzenštern, Ferdinand Petrovič Wrangel nebo Fadděj Faddějevič Bellingshausen, objevitel Antarktidy. Za ruským dobytím Sibiře stáli kozáci jako Vasilij Danilovič Pojarkov, Semjon Ivanovič Děžňov nebo Jerofej Pavlovič Chabarov, polární výpravy vedl např. Georgij Brusilov. V Norsku to byl Adolf Erik Nordenskjöld, který jako první zdolal Severovýchodní cestu a obeplul Euroasii. Představitelem vědeckého cestovatelství byl pruský badatel Alexander von Humboldt. Australané začali objevovat svou zemi díky Burkeho a Willsově výpravě.
Američan Robert Edwin Peary stanul jako první na severním pólu, Nor Roald Amundsen na jižním, když ve slavném „závodě“ porazil Brita Roberta Falcona Scotta. Již roku 1831 objevil James Clark Ross severní magnetický pól na pobřeží poloostrova Boothia. Jižní magnetický pól zaměřil Douglas Mawson, dobyl ho Edgeworth David. Z horolezeckých prvenství je nejslavnější to, které patří Edmundu Hillarymu a Tenzingu Norgayovi, kteří jako první lidé stanuli na vrcholu nejvyšší hory světa, Mount Everestu.
Ke známým českým objevitelům a cestovatelům patřili Jaroslav Lev z Rožmitálu a na Blatné, Kryštof Harant z Polžic a Bezdružic, Václav Bojer, Emil Holub, Vojta Náprstek, Alberto Vojtěch Frič, Alois Musil, František Běhounek, Jan Eskymo Welzl, Miroslav Zikmund, Jiří Hanzelka, Miloslav Stingl nebo polárník Miroslav Jakeš. Nejslavnějším slovenským objevitelem a dobrodruhem byl Móric Beňovský.

## Dobývání Vesmíru

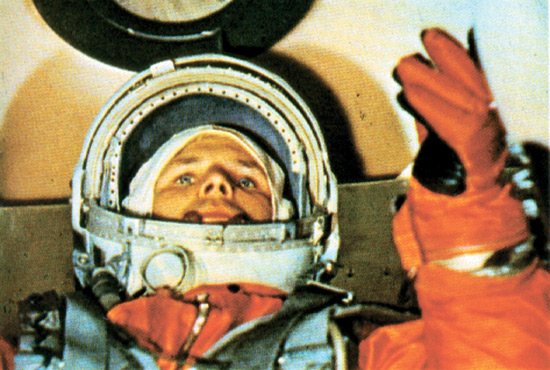
Jurij Gagarin před startem svého historického letu

Základními milníky dobývání vesmíru bylo vypuštění první umělé družice Sputnik 1 v roce 1957, let prvního živého tvora - psa Lajky - do vesmíru toho samého roku, první průlet sondy Luna 1 kolem Měsíce roku 1959, první dopad sondy Luna 2 na povrch Měsíce v tom samém roce, let prvního člověka, Jurije Gagarina, do vesmíru na palubě lodi Vostok 1 v roce 1961, první průlet sondy Mariner 2 kolem Venuše v roce 1962, let první ženy, Valentiny Těreškovové, do vesmíru v roce 1963, první průlet kolem Marsu díky sondě Mariner 4 v roce 1964, první výstup kosmonauta Alexeje Leonova do volného kosmického prostoru v roce 1965, první kontrolované přistání na Měsíci (sonda Luna 9) v roce 1966, první průlet sondy kolem Měsíce s následným úspěšným návratem na Zemi (Zond 5) v roce 1968, první přistání člověka na Měsíci v roce 1969, za pomoci kosmické lodi Apollo 11 a pod velením Neila Armstronga, který se jako první člověk po povrchu Měsíce prošel, první kontrolované přistání sondy na Venuši (Veněra 7) v roce 1970, zřízení první kosmické stanice Saljut 1 v roce 1971, první průlet sondy kolem Jupiteru (Pioneer 10) a její následné vyslání mimo Sluneční soustavu v roce 1972, první průlet kolem Saturnu (Pioneer 11) a Merkuru (Mariner 10) v roce 1973, první průlet kolem Uranu a Neptunu (Voyager 2) v roce 1977, vypuštění Hubbleova vesmírného dalekohledu v roce 1990, první vozítko na Marsu (Mars Pathfinder) v roce 1996, první přistání na kometě (Rosetta) v roce 2004 a první průlet kolem Pluta (New Horizons) v roce 2006.
Jediným českým kosmonautem se v roce 1978 stal Vladimír Remek.